# Khvāsht
Khvāsht (persiska: خواشت, Khvoāsht, Khvāsh, خواش) är en ort i Iran.   Den ligger i provinsen Kurdistan, i den nordvästra delen av landet, 400 km väster om huvudstaden Teheran. Khvāsht ligger 1 852 meter över havet och antalet invånare är 186.
Terrängen runt Khvāsht är lite bergig.Runt Khvāsht är det ganska tätbefolkat, med 60 invånare per kvadratkilometer. Närmaste större samhälle är Nasanār, 5,6 km söder om Khvāsht. Trakten runt Khvāsht består i huvudsak av gräsmarker.